# Lantgrevskapet Hessen
Lantgrevskapet Hessen var ett tyskt lantgrevskap och sedan 1292 ett riksfurstendöme. Hessen var ett gammalt namn på det av hessare bebodda landet kring Rhens och Mains bägge stränder. 

## Bakgrund
Hessens historia ända till mitten av 1200-talet sammanfaller med Thüringens, i det att lantgrevarna av Thüringen även var grevar av Hessen.
Då det lantgrevliga huset av
Thüringen och Hessen 1247 utslocknade på manssidan
med tyske konungen Henrik Raspe, uppstod det
s. k. thüringska arvföljdskriget, vilket ledde
till Thüringens och Hessens skilsmässa. Sistnämnda
land tillföll Henrik Raspes brorsdotter Sofia
(1247–82), vilkens son, Henrik barnet
(1263–1308) blev lantgreve av Hessen och stamfader
för det landtgrevliga hessiska huset. 
1292 blev
Hessen riksfurstendöme, huvudstad var redan på
Henriks tid Kassel. Genom köp och arv utvidgades
landet mycket och hade under Ludvig den fredlige
(1413–58) en lysande period. Han efterträddes
av Henrik III (1458–83), men ett parti
valde dennes broder Ludvig (1458–71) till furste,
och slutligen delade bröderna landet 1460, i det
att Ludvig (1460–71) fick nedre Hessen (kring Eder,
Fulda och nedre Werra) och Henrik behöll övre
Hessen (kring Lahn) med Marburg som huvudstad.
Då
den senares linje utslocknade 1500, förenades
åter de hessiska länderna under Ludvigs son
Vilhelm II (1471–1509). Dennes son, Filip den ädelmodige, 1509–67,
västra Tysklands mäktigaste furste, delade
riket mellan sina söner. Härigenom uppstod
linjerna Hessen-Kassel, Hessen-Marburg, Hessen-Rheinfels
och Hessen-Darmstadt. Hessen-Rheinfels utslocknade redan
1583 och Hessen-Marburg 1604, varefter deras länder
delades mellan de återstående Hessen-Kassel och
Hessen-Darmstadt. Från linjen Hessen-Kassel utgrenade
sig senare sidolinjerna Rotenburg (till 1658),
Eschwege (till 1655), Rheinfels-Rotenburg
(till 1834), Rheinfels-Wanfried (till 1755)
samt Philippsthal och Philippsthal-Barchfeld. Från Hessen-Darmstadt utgrenade sig
linjen Hessen-Homburg, som utslocknade 1866. Som
suveränt furstehus kvarstår till slut endast
Hessen-Darmstadt.